# Bactrocera drewi
Bactrocera drewi
 es una especie de díptero que Hardy describió por primera vez en 1983. Bactrocera drewi pertenece al género Bactrocera de la familia Tephritidae. 